# Polariseringsskolan
Polariseringsskolan är en nationalekonomisk icke falsifierbar teori för att förutse hur ekonomisk tillväxt kommer att fördelas mellan länder och regioner. Skolan menar att tillväxt i ett tillväxtområde, exempelvis en storstadsregion, leder till att denna region utnyttjar periferin, vilket ger ökande regionala klyftor.
Teorin har sin grund i bl.a. Gunnar Myrdals arbeten och går ut på att en tilltagande koncentration av befolkning och näringsliv till de mest centralt belägna regionerna kan förväntas på bekostnad av glesbygden. Teorin är populär bland marxister och även bland vissa nationalekonomer. Ekonomerna inom denna tradition tar sin utgångspunkt i utvecklingsekonomiska analyser. Den traditionella marxistiska analysen kommer till slutsatsen att centrum utnyttjar periferin, vilket ger ökande regionala klyftor. Regionforskningen kommer till motsvarande slutsats men lägger större vikt vid näringslivets efterfrågan på kvalificerad arbetskraft och det utbyte av information, varor och tjänster som sker i nätverk av företag och institutioner. Polariseringsskolans slutsats är dock även här att regioner med redan hög tillväxt utvecklas på bekostnad av omkringliggande regioner.

## Kritik
Ett flertal författare inom nationalekonomi och ekonomisk historia, såsom Moses Abramovitz och William Baumol har argumenterat för att det har varit en signifikant konvergens i produktivitet och tillväxt mellan världens industrialiserade länder. Dessa studier baseras på Alexander Gerschenkrons ”advantages of backwardness thesis”. Enligt denna tes har ett land med en lägre ekonomisk nivå en högre produktivitetstillväxt än de mer avancerade länderna. Förklaringen är att ett land på en lägre nivå kan dra nytta av teknikspridning och höja sin produktivitet genom att imitera föregångslandets teknologi, medan man i detta land måste skapa nya innovationer för att höja produktiviteten. Det skapar en tillväxtpotential som ger upphov till konvergens enligt den s.k. konvergensskolan. Det finns dock vissa länder som är så långt efter att man inte kan attrahera kapital eller ta in den nya teknologin och då är man följaktligen inte heller med i processen utan kommer än mer ohjälpligt på efterkälken. Slutsatsen enligt denna teoribildning blir därför att de länder som har kapaciteten att imitera kommer att konvergera, me-dan andra kommer än mer på efterkälken.